# Oxalis latifolia
Espèce
Oxalis latifolia, l'Oxalis à larges feuilles, est une plante herbacée du genre des Oxalis de la famille des Oxalidacées.

## Synonymes
- Acetosella violacea (L.) Kuntze subsp. latifolia (Kunth) Kuntze
- Acetosella violacea latifolia
- Ionoxalis latifolia (Kunth) Rose

## Liste des sous-espèces
Selon Catalogue of Life (22 août 2016) :
- sous-espèce Oxalis latifolia subsp. galeottii
- sous-espèce Oxalis latifolia subsp. latifolia
- sous-espèce Oxalis latifolia subsp. schraderiana
- sous-espèce Oxalis latifolia subsp. vespertilionis

Selon The Plant List (22 août 2016) :
- sous-espèce Oxalis latifolia subsp. schraderiana (Kunth) Lourteig

Selon Tropicos (22 août 2016) (Attention liste brute contenant possiblement des synonymes) :
- sous-espèce Oxalis latifolia subsp. galeottii (Turcz.) Lourteig
- sous-espèce Oxalis latifolia subsp. latifolia
- sous-espèce Oxalis latifolia subsp. schraderiana (Kunth) Lourteig
- sous-espèce Oxalis latifolia subsp. vespertilionis (Zucc.) Lourteig